# Tim Hall
Tim Hall (* 15. April 1997 in Esch an der Alzette) ist ein luxemburgischer Fußballspieler.

## Karriere

### Verein
Tim Hall begann mit dem Fußball im Nachwuchs des F91 Düdelingen. Dann wechselte er ins Ausland und unterschrieb einen Ausbildungsvertrag beim belgischen Klub Standard Lüttich. Nach seinem erneuten Wechsel in die Jugend des 1. FC Saarbrücken spielte er von 2014 bis 2016 in der A-Jugend-Bundesliga (27 Spiele/2 Tore) und wurde 2015 und 2016 jeweils U-19-Saarlandpokalsieger. Zur Saison 2016/17 wechselte er in die sechstklassige Saarlandliga zur SV 07 Elversberg II. Ab der Winterpause trainierte Hall auch mit der 1. Mannschaft und gehörte dem Regionalligakader des Vereins an. Zu einem Einsatz kam er dort allerdings nicht. In der Spielzeit 2017/18 lief Hall für den belgischen Zweitligisten Lierse SK auf. Nach nur vier Saisonspielen und der Insolvenz des Vereins am Ende der Saison wechselte Hall zur Saison 2018/19 in seine Heimat zum Vizemeister Progres Niederkorn. Doch nur ein Jahr später unterschrieb er einen Vertrag beim ukrainischen Erstligisten Karpaty Lwiw. Dort absolvierte er 18 Ligaspiele, in denen er auswärts bei der 1:2-Niederlage gegen FK Oleksandrija einen Treffer erzielen konnte. Dann folgte am 8. August 2020 der Wechsel zum portugiesischen Verein Gil Vicente Futebol Clube, der in der Primeira Liga spielt. Dort kam er allerdings bis zur Winterpause in nur einem Meisterschaftsspiel gegen Benfica Lissabon zum Einsatz und ging dann ablösefrei weiter zum Erstligisten Wisła Krakau nach Polen. Doch schon nach  elf Tagen wurde sein Vertrag wegen mangelnder Fitness wieder aufgelöst und Hall war seitdem vereinslos. Im August 2021 wurde Hall dann vom zyprischen Erstligisten Ethnikos Achnas verpflichtet. Hier kam er in seiner ersten Spielzeit auf insgesamt 28 Pflichtspieleinsätze, brach sich jedoch im April den Zeh und fiel bis zum Saisonende aus. Anschließend wurde sein Vertrag nicht mehr verlängert und Hall war sechs Monate vereinslos, ehe ihn im Januar 2023 der ungarische Hauptstadtklub Újpest Budapest aus der Nemzeti Bajnokság unter Vertrag nahm. Dieser wurde jedoch schon nach einem Jahr und insgesamt 31 Pflichtspielen für den Klub am 21. Februar 2024 wieder aufgelöst. Knapp zwei Wochen später vermeldete dann der vietnamesische Erstligist Hà Nội FC die Verpflichtung des Abwehrspielers. Nach insgesamt zehn Ligaspielen wurde sein Vertrag jedoch im folgenden September wieder aufgelöst. Anschließend war Hall vereinslos, ehe am 23. April 2025 der luxemburgische Erstligist FC UNA Strassen die Verpflichtung des Spielers zur Saison 2025/26 bekannt gab.

### Nationalmannschaft
Neben Einsätzen für die U-17 sowie für die U-19 gab Hall am 29. März 2017 sein Debüt für die A-Nationalmannschaft im Spiel gegen Kap Verde (0:2) in Hesperingen, als er in der 73. Minute eingewechselt wurde. Im Herbst 2018 bestritt er noch vier Spiele für die U-21, wobei er im Heimspiel der EM-Qualifikation gegen Bulgarien den 1:0-Siegtreffer erzielen konnte.